# Turci Calzature
Turci Calzature è uno storico negozio di calzature di Milano, situato in Porta Genova, aperto nel 1907 e tuttora in attività.

## Storia
La tradizione familiare fa risalire al XVIII secolo la prima attività dei Turci nella produzione e commercializzazione di scarpe.
L'attuale negozio invece fu fondato nel 1907 in Via Vigevano 32, da Luigi Turci come punto di appoggio per lo smistamento e lo smercio delle calzature che egli stesso produceva, sotto l'insegna di Calzaturificio Condor.
Il negozio ebbe occasione di ingrandirsi sotto la gestione del figlio di Luigi, Guglielmo Turci che assieme alla moglie, Matilde Maggiora spostò l'attività sulla piazza dove ancora oggi ha sede.
Giorgio Turci, figlio di Guglielmo, prese le redini dell'attività nel dopoguerra insieme alla sorella Carla Turci, che abbandonò l'attività dopo il suo matrimonio.
Nel 1982 l'attività venne presa in carico da Paola Turci, figlia di Giorgio e dal marito Giorgio Tarenzio.
I nipoti di Giorgio , William Turci e Tommaso Tarenzio fecero il loro ingresso nell'attività nel 2008. Da quel momento tre generazioni di Turci collaborarono contemporaneamente all'attività di famiglia. Nel 2011 il negozio, acquisì altre due vetrine.